# زغدريا
زغدريا هي إحدى القرى اللبنانية من قرى قضاء صيدا في محافظة الجنوب.